# Andreas Koefoed
Andreas Koefoed (født i 1979 i København) er en dansk instruktør. Uddannet dokumentarfilminstruktør fra Den Danske Filmskole i 2009. Han har læst antropologi og statskundskab og har en BA i sociologi fra Københavns Universitet i 2004.
Andreas Koefoed har instrueret dokumentarfilm siden 2001 med fokus på universelle historier om den menneskelige eksistens. Hans film har vundet priser på en lang række festivaler, herunder Tribeca, Silverdocs, Full Frame, Sheffield Doc/Fest, Nordisk Panorama og CPH:DOX. Hans sidste syv film er blevet udvalgt til IDFA - fire af dem fik en nominering for bedste film i deres kategori. Albert’s Winter blev nomineret til Cinema Eye Honors for bedste korte dokumentarfilm i 2010. I 2009 modtog han den svenske dokumentarpris, Silverfjäril.
Udover sine egne film har han også lavet film og videoer for VICE, Magnum Photos og The New York Times. Han underviser lejlighedsvis på Den Danske Filmskole og andre filmskoler rundt omkring i Europa.

## Filmgrafi
- Albert - a big brother to be / 2005
- Beg, Borrow and Steel / 2006
- 12 notes down / 2008
- A day in the smoke / 2008
- Albert's winter (Alberts vinter) / 2009
- Weightless - a recording session with Jakob Bro / 2009 (producer/fotograf)
- Pig country / 2010
- William Blakes - To The End Of The World / 2011
- Ballroom dancer / 2011
- The Ghost of Piramida / 2012
- A→B / 2013
- The Arms Drop (Våbensmuglingen) / 2014
- At Home In The World (Et hjem i verden) / 2015
- The Lost Leonardo (2022)

## Priser og nomineringer[2]
- Special Mention Magic Hour Award, Docs Agains Gravity, Warsaw, for The Arms Drop
- Nomination for the Critics award - Bodil - for best documentary film in 2014 for The Arms Drop
- Nomination for the TV Gold Award for best TV documentary in 2014 for The Arms Drop
- The Chopin's Nose award for best music film, Planete Doc Warsaw 2013 for The Ghost of Piramida
- Audience award for best film at Poolinale - Vienna Music Film Festival 2013 for The Ghost of Piramida
- Nomination for best music documentary, IDFA 2012 for The Ghost of Piramida
- Innovation Award, Rhode Island Film Festival 2012 for Ballroom Dancer
- Best Documentary, Raindance Film Festival, London 2012 for Ballroom Dancer
- Best Documentary, Nordisk Panorama 2012 for Ballroom Dancer
- Special Mention, Millenium Award, Planete Doc Warsaw, 2012 for Ballroom Dancer
- Special Mention, Best New Director, Tribeca FF, New York, 2012 for Ballroom Dancer
- Nomination for best film, First Appearance, IDFA, 2011 for Ballroom Dancer
- Special jury Award, Roshd International Film Festival, Tehran, 2010 for Albert’s Winter
- Best short documentary, Dokufest Kosovo 2010 for Albert’s Winter
- Golden Projector, Asterfest Strumica, Macedonia 2010 for Albert's Winter
- Best Student Film, Go Short, Nijmegen, Netherlands 2010 for Albert's Winter
- Silverfjäril, Stockholm Sweden 2009 for A Day in the Smoke and Albert's Winter
- Nomination for best short documentary at IDFA 2009 for Albert's Winter
- Danish Dox Award, CPH:DOX (2009) for Albert's Winter
- Best short documentary film, Buster, Denmark (2009) for 12 notes down
- Best short film, Silverdocs, USA (2009) for 12 notes down
- Audience award, Silverdocs, USA (2009) for 12 notes down
- Best short film, Full Frame Film Festival, USA (2009) for 12 notes down
- Best short documentary film, Calgary International Film Festival for 12 notes down
- Best short documentary film, Timishort International Film Festival, Rumania (2009) for 12 notes down
- Best short documentary film, San Joaquin International Film Festival, CA, USA (2009) for 12 notes down
- Nomination for best student film, IDFA (2008) for 12 notes down
- Special Mention, Sheffiield Doc Fest (2008) for 12 notes down